# Josi Santos
Joselane Santos (São Paulo, 14 de julho de 1984), ou simplesmente Josi Santos, é uma ex-ginasta e ex-esquiadora brasileira. Competiu em provas de ginástica artística e no esqui estilo livre, tendo disputado a modalidade Aerials nos Jogos Olímpicos de Inverno de 2014, em Sochi, na Rússia.

## Biografia
Como ginasta, seu principal feito foi a medalha de ouro por equipes nos Jogos Sul-Americanos de 1998, no Equador, tendo competido junto com Daiane dos Santos e Camila Comin. Também disputou a final do salto.
Josi competiu pelo Brasil Futebol Clube, de Santos, tendo conquistado provas regionais. Em 1997, foi bronze no individual geral nos Jogos Regionais realizados em São Caetano do Sul. Nos Jogos Abertos de 1998, em Araçatuba, foi prata no solo e bronze nas paralelas e no individual geral.
Também competiu pelo Pinheiros, de São Paulo. Em 2008, foi prata no salto no Circuito Brasileiro de Ginástica, ficando atrás apenas de Jade Barbosa. Foi bronze no salto no Campeonato Brasileiro de 2014. 
Em 2013, começou a treinar no esqui aéreo. Após o acidente sofrido por Lais Souza, foi convocada para disputar os Jogos Olímpicos de Inverno de 2014. Terminou sua participação em Sochi na 22ª e última posição.
Tentou a classificação para os Jogos Olímpicos de Inverno de 2018, em Pyeongchang, na Coreia do Sul, mas foi desligada do projeto da Confederação Brasileira de Desportos na Neve ainda em 2016. Após a passagem pelo esqui, voltou ao Esporte Clube Pinheiros, dessa vez como treinadora de ginástica.